# Xả súng trong hộp đêm ở Istanbul 2017
Một cuộc thảm sát xảy ra tại một hộp đêm ở quận Besiktas, Istanbul, Thổ Nhĩ Kỳ, ngày 1 tháng 1 năm 2017, giết chết ít nhất 39 người. Vụ tấn công xảy ra vào khoảng 1:15 FET (UTC+3) tại hộp đêm Reina ở Ortaköy, nơi hàng trăm người đang ăn mừng năm mới. Ít nhất 69 người đã bị thương trong vụ này.

## Bối cảnh
Cuộc tấn công này xảy ra trong khoảng thời gian có các biện pháp an ninh cao trong thành phố, với 17.000 nhân viên cảnh sát đang làm nhiệm vụ, sau nhiều vụ tấn công khủng bố trong những tháng gần đây, nhiều vụ gây ra bởi những người vũ trang của ISIS và nhóm khủng bố người Kurd.
Tổng cộng trong năm 2016 tại Thổ Nhĩ Kỳ có tới 20 cuộc tấn công, được cho là với mục đích khủng bố. Trong số đó vào ngày 10 tháng 12 năm 2016, cũng ở quận Beşiktaş, vụ đánh bom gần sân đá banh Vodafone đưa tới cái chết của 44 người.

## Vụ thảm sát
Một tay súng, theo thông tấn xã Dogan tường thuật, mặc một bộ trang phục ông già Noel, nổ súng trong hộp đêm vào khoảng 01:15. Thủ tướng Binali Yildirim phủ nhận việc này. Bộ trưởng bộ Nội vụ cho biết, kẻ tấn công mang một khẩu súng dấu trong chiếc áo khoác và đã rời khỏi hộp đêm với bộ áo khác. Theo các tường thuật của các đài truyền hình Thổ Nhĩ Kỳ chính các nhân viên cảnh sát mới giả dạng mang y phục ông già Noel. Thủ phạm theo tường thuật mang một khẩu AK-47 và bước vào hộp đêm sau khi giết chết một nhân viên cảnh sát và một người đứng ngoài cổng. Trong hộp đêm lúc đó có khoảng 700-800 khách, ít nhất 39 người đã thiệt mạng. 69 người bị thương. Trong số những người thiệt mạng có ít nhất 16 người nước ngoài, theo Bộ trưởng Y tế Thổ Nhĩ Kỳ Recep Akdag. Một số khách hộp đêm trốn thoát bằng cách nhảy xuống biển Bosporus liền kề.
Chủ sở hữu hộp đêm cho biết, theo tờ báo Thổ Nhĩ Kỳ "Hurriyet", do cảnh báo từ tình báo Mỹ là có thể sẽ xảy ra các cuộc tấn công, an ninh đã được tăng cường từ mười ngày cuối.

## Thủ phạm
Kẻ tấn công theo tường thuật nói tiếng Ả Rập và đã bị bắt.
Nhà chức trách trước đó đã tuyên bố rằng một tay súng bước vào hộp đêm và sau đó đã bị giết chết bởi cảnh sát, trong khi một số lời khai nhân chứng trên các phương tiện truyền thông Thổ Nhĩ Kỳ cho là có nhiều hơn một kẻ tấn công. Chính phủ Thổ Nhĩ Kỳ đã ra lệnh cho các phương tiện truyền thông tạm thời không tường thuật do quan ngại về an ninh, trật tự công cộng.
Bộ trưởng Ngoại giao Mevlüt Çavuşoğlu cho biết vào ngày 4 tháng 1, kẻ xạ thủ đã được nhận diện. Theo tờ báo "Hürriyet", kẻ tình nghi bay tới flog Istanbul với vợ và 2 người con vào ngày 20 tháng 11. 2 ngày sau đó cả gia đình đi đến Konya và mướn nhà ở đó. Vào ngày 29 tháng 12 ông ta lại quay trở lại Istanbul.